# شکربوته پهن‌برگ
شکربوته پهن‌برگ (نام علمی: Protea eximia) نام یک گونه از سرده شکربوته‌ها است.